# Focale (abbigliamento)

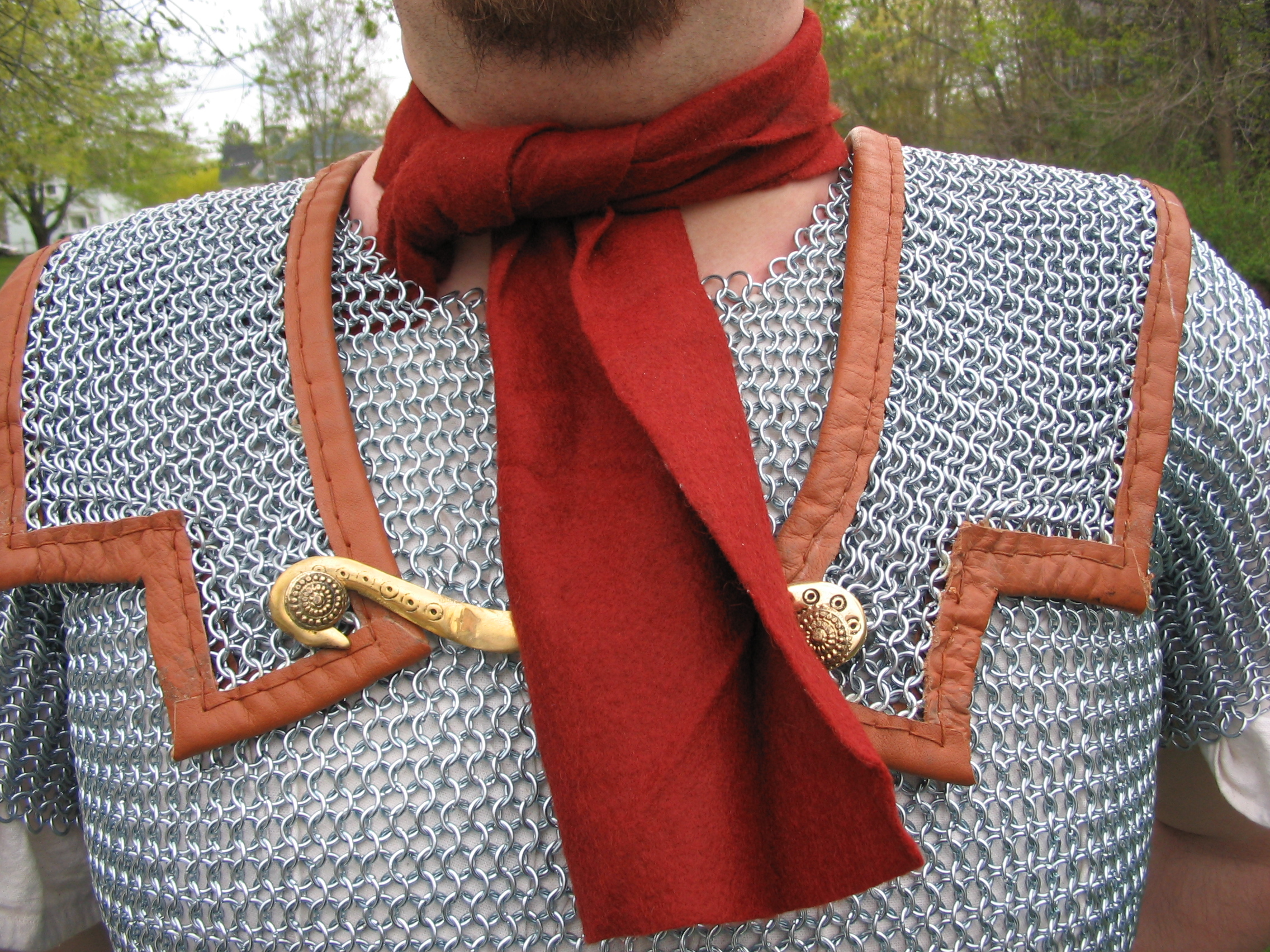
Focale indossato in una rievocazione storica

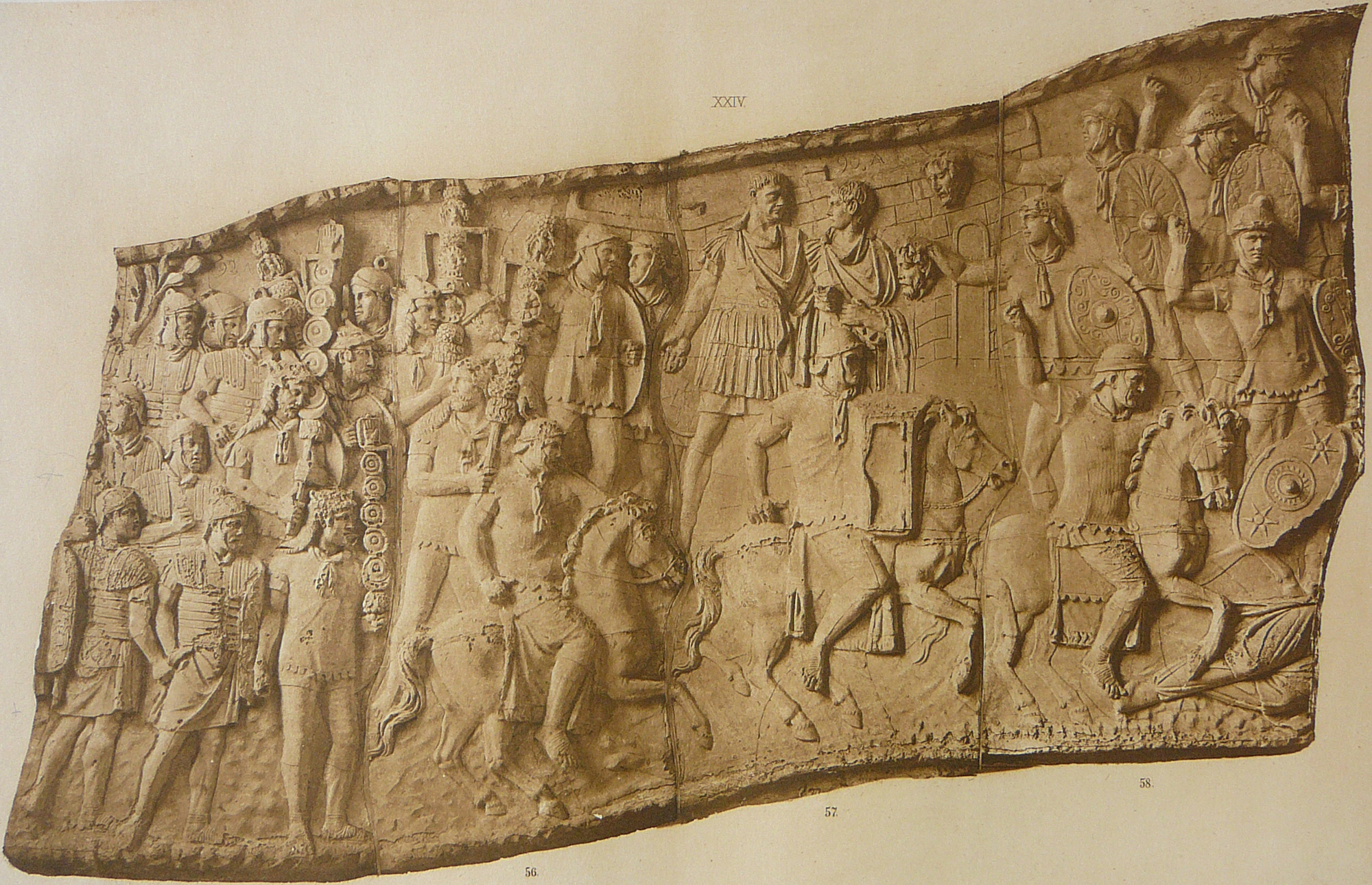
Focalia indossati dalla cavalleria e da alcuni fanti raffigurati sulla Colonna Traiana

Il focale (plurale focalia), noto anche come sudarium ("panno sudatorio"), era una sciarpa di lana o lino indossata dalle truppe dell'Antica Roma. Proteggeva il collo dagli sfregamenti dell'armatura ed era usata per riscaldarsi. Il focale è raffigurato in molte scene militari dell'arte romana, come l'Arco di Settimio Severo nel Foro Romano[5] e la Colonna Traiana. È mostrato annodato in modo morbido nella parte anteriore e a volte è visibile con le estremità infilate all'interno della corazza.
Nella lingua latina "focale" è una parola generica per una sciarpa o un indumento per la gola, tanto da poter essere anche un semplice dono in ambito civile, ad esempio per la festa di dicembre dei Saturnali, secondo Marziale. In una delle sue satire, Orazio elenca i focalia tra i "segni di malattia" (insignia morbi) e infatti nel descrivere l'abbigliamento corretto per parlare in pubblico, Quintiliano sconsiglia di indossare un focale, a meno che non sia richiesto da una cattiva salute.
Sebbene il sudarium fosse spesso utilizzato come fazzoletto, era indossato anche come fazzolettone.[11] Descrivendo Svetonio l'abbigliamento eccessivamente trasandato di Nerone, raffigura l'imperatore scalzo, senza cintura, con abiti adatti alla sera (i cenatoria), e un sudarium attorno al collo.
Nella tarda antichità l'orarium (orarion in greco) poteva essere sinonimo di focale, come si arguisce nella descrizione dell'abbigliamento militare nella "Visione di Doroteo" e in un papiro (datato 350-450 d.C.) che elenca gli abiti militari. Dal sudarium deriva il sudra del Vicino Oriente, un pezzo di stoffa simile.
Il focale è talvolta visto come uno dei precursori della cravatta. Cesare Vecellio (1530–1606) menziona il focale, chiamandolo "cravat" (cravatta) nel suo libro sulla storia della moda. Il focale viene anche messo in relazione con l'amitto (amictus) indossato dai preti cattolici romani, la cui prima raffigurazione appare nel VI secolo nei mosaici di Ravenna.